# 사랑해, 말순씨
"사랑해, 말순씨"는 2005년에 개봉한 대한민국의 영화이다.

## 캐스팅
- 문소리 : 김말순 역
- 이재응 : 광호 역
- 윤진서 : 은숙 역
- 김동영 : 철호 역
- 강민휘 : 재명 역
- 박유선 : 혜숙 역
- 박명신 : 재명 모 역
- 이칸희 : 상수 모 역
- 손봉기 : 정훈 역
- 임형균 : 상수 역
- 두완섭 : 아이 1 역
- 강동민 : 아이 2 역
- 이상협 : 아이 3 역
- 장인범 : 아이 4 역
- 민복기 : 담임선생님 역
- 장재용 : 지도부선생님 역
- 신삼봉 : 간호학원원장 역
- 손영순 : 외할머니 역
- 신동환 : 터미널직원 역
- 성열석 : 술받는군인 역
- 장해숙 : 계원아줌마 1 역
- 김은영 : 계원아줌마 2 역
- 전수지 : 은행 여직원 역
- 이진선 : 버스안여고생 역
- 김민순 : 미용보조사 역
- 최효준 : 은숙남자친구 역
- 진현우 : 수학선생님 역
- 문성애 : 음악선생님 역
- 김대홍 : 사진사 역
- 최재호 : 앰블런스직원 1 역
- 최규용 : 앰블런스직원 2 역
- 허명행 : 괴한 1 역
- 지중현 : 괴한 2 역
- 서준하 : 괴한 3 역
- 최규진 : 광호대역 역
- 김봉근 : 교감선생님 역 (특별출연)
- 이한위 : 체육선생님 역 (특별출연)